# Ageneotettix salutator
Ageneotettix salutator är en insektsart som först beskrevs av Rehn, J.A.G. 1927.  Ageneotettix salutator ingår i släktet Ageneotettix och familjen gräshoppor. Inga underarter finns listade i Catalogue of Life.